# 新寺通

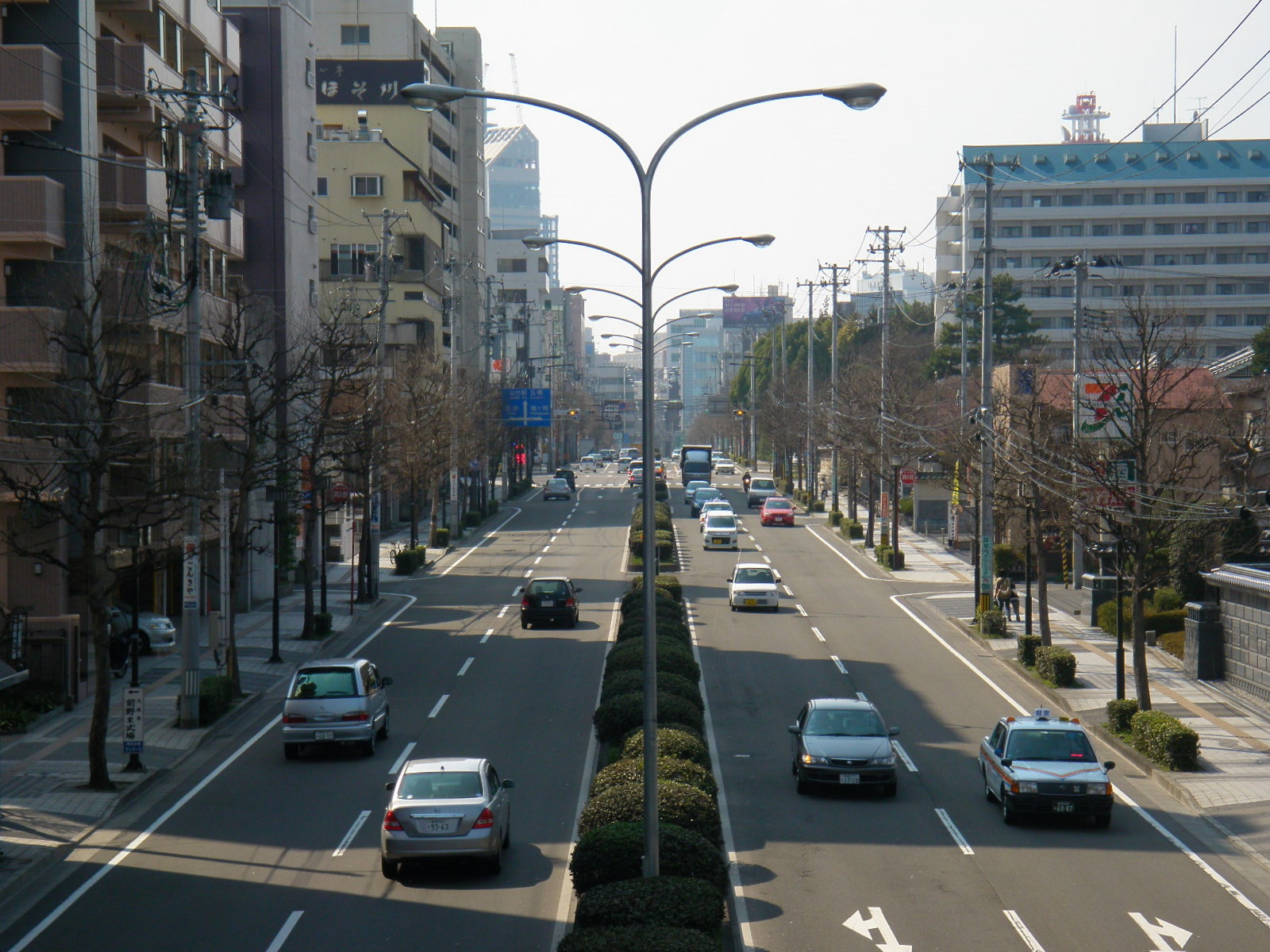
新寺4丁目（左）・5丁目（右）（2009年）

新寺通（しんでらどおり）は、宮城県仙台市青葉区の五橋一丁目交差点（新北目町ガード）を起点とし、宮城野区の仙台市立東華中学校前を終点とする仙台市道の愛称である。宮城野通と同様、仙台市の東のメインストリートであると同時に、多賀城市や塩竈市とを結ぶ重要な幹線道路の一部にあたる。仙台市の愛称命名道路のうちの1つで、1983年（昭和58年）に公募により命名された。名称は、新寺通の一本北側の道路である新寺小路に由来する。江戸時代の仙台城の城下町の道路命名法において、寺社が集中している道は「小路」と呼ばれた。新寺通の北側には、東西640メートル・幅10メートルの「新寺小路緑道」が並走する。

## 交差する道路
| 交差する道路                                | 交差する道路                                | 交差点など     | 路線番号            | 道路愛称 |
| 南方向                                      | 北方向                                      | 交差点など     | 路線番号            | 道路愛称 |
| ------------------------------------------- | ------------------------------------------- | -------------- | ------------------- | -------- |
| 市道青葉1154号愛宕上杉通2号線＜愛宕上杉通＞ | 市道青葉1154号愛宕上杉通2号線＜愛宕上杉通＞ | 五橋1丁目      | 市道若林2号新寺通線 | 新寺通   |
| 市道若林56号新幹線側道専売公社脇歩行者道線  |                                             |                | 市道若林2号新寺通線 | 新寺通   |
|                                             |                                             | 新北目町ガード | 市道若林2号新寺通線 | 新寺通   |
|                                             | 市道若林12号区画街路新寺小路1号線           |                | 市道若林2号新寺通線 | 新寺通   |
| 市道若林3号東七番丁線＜東七番丁通り＞       |                                             |                | 市道若林2号新寺通線 | 新寺通   |
|                                             | 市道若林13号区画街路新寺小路2号線           | 新寺1丁目      | 市道若林2号新寺通線 | 新寺通   |
| 市道若林5号東八番丁3号線＜東八番丁通り＞    | 市道若林4号東八番丁2号線＜東八番丁通り＞    | 新寺1丁目      | 市道若林2号新寺通線 | 新寺通   |
| 市道若林6号東九番丁2号線＜東九番丁通り＞    |                                             |                | 市道若林2号新寺通線 | 新寺通   |
| 市道若林29号区画街路新寺小路22号線          | 市道若林7号新寺二丁目蓮池公園西線           |                | 市道若林2号新寺通線 | 新寺通   |
| 市道若林19号区画街路新寺小路7号線           | 市道若林35号区画街路新寺小路30号線          |                | 市道若林2号新寺通線 | 新寺通   |
|                                             | 市道若林39号区画街路新寺小路34号線          |                | 市道若林2号新寺通線 | 新寺通   |
| 市道若林48号栄町線                          |                                             |                | 市道若林2号新寺通線 | 新寺通   |
| 市道若林8号宮沢根白石（その1）線            | 市道若林8号宮沢根白石（その1）線            | 新寺3丁目      | 市道若林2号新寺通線 | 新寺通   |
| 市道若林22号区画街路新寺小路10号線          |                                             |                | 市道若林2号新寺通線 | 新寺通   |
|                                             | 市道若林40号区画街路新寺小路35号線          |                | 市道若林2号新寺通線 | 新寺通   |
| 市道若林24号区画街路新寺小路12号線          | 市道若林44号区画街路新寺小路39号線          |                | 市道若林2号新寺通線 | 新寺通   |
| 市道若林9号長泉寺通線＜長泉寺横丁＞         |                                             |                | 市道若林2号新寺通線 | 新寺通   |
| 市道若林26号区画街路新寺小路14号線          | 市道若林10号新寺五丁目1号線                 |                | 市道若林2号新寺通線 | 新寺通   |
|                                             | 市道若林11号新寺五丁目2号線                 |                | 市道若林2号新寺通線 | 新寺通   |
| 市道若林122号二軒茶屋5号線                  |                                             |                | 市道若林2号新寺通線 | 新寺通   |
| 市道若林120号南目二軒茶屋南線               |                                             |                | 市道若林2号新寺通線 | 新寺通   |
|                                             | 市道宮城野1268号西宮城野4号線               |                | 市道若林2号新寺通線 | 新寺通   |
|                                             | 市道宮城野1269号二軒茶屋1号線               |                | 市道若林2号新寺通線 | 新寺通   |
| 市道若林141号東街道線＜東街道＞             | 宮城県道137号荒浜原町線＜東街道＞           | 総合運動場入口 | 市道若林2号新寺通線 | 新寺通   |
| 宮城県道137号荒浜原町線                     |                                             |                |                     |          |

## 沿道の施設など
- アップルタワーズ仙台（アパホテル〈仙台駅五橋〉）
- JR東日本青葉寮
- ANAホリデイ・イン仙台
- 阿弥陀寺
- 龍泉院
- 応瑞寺
- 正楽寺
- 善導寺
- 林香院
- 洞林寺
- 東秀院
- 道仁寺
- 国家公務員宿舎
- 郵政公社アパート
- 仙台市立東華中学校